# 달천초등학교 매현분교
달천초등학교 매현분교는 충청북도 충주시에 있는 공립 초등학교이다.

## 학교 연혁
- 1935년 7월 15일: 대소원보통학교 매현간이학교로 설립인가
- 1944년 4월 10일: 매현국민학교 개교(3학급)
- 1947년 6월 20일: 제1회 졸업식(16명)
- 1996년 3월 1일: 매현초등학교로 개칭
- 1999년 2월 20일: 제53회 졸업식(졸업생 10명, 누계 졸업생 총 1,843명)
- 1999년 3월 1일: 분교로 격하 후 달천초등학교 산하의 매현분교장으로 통합.

## 참고 자료
- 달천초등학교매현분교장 - 한국교육학술정보원 학교알리미